# Styrax perkinsiae
Styrax perkinsiae är en storaxväxtart som beskrevs av Alfred Rehder. Styrax perkinsiae ingår i släktet Styrax och familjen storaxväxter. Inga underarter finns listade i Catalogue of Life.